# إن إيه-4 (سوات-lll)
إم إيه-4 (سوات-lll) هي دائرة انتخابية للمجلس الوطني في باكستان. وهي تضم جزء من مقاطعة سوات. أُنشئت الدائرة في عام 2018 من أجزاء من الدائرتين الانتخابيتين إم إيه-2 وإم إيه-3.

## وصلات خارجية
- نتيجة الانتخابات الموقع الرسمي